# Ácido suberínico

Estructura química del ácido octadecano-1,18-dioico, un componente típico de los ácidos suberínicos

Los ácidos suberínicos son un tipo de ácidos carboxílicos que se encuentran naturalmente en la corteza de las especies de árboles Betula. Químicamente, tienen predominantemente cadenas largas (C18) con extremos de ácidos grasos saturados e insaturados bifuncionales α y ω. Su nombre proviene de la suberina, un importante biopolímero químico de la corteza de los árboles.

## Usos
La corteza exterior del abedul (Betula spp.) es abundante en betulina. Al extraer la betulina, el material restante está formado por tejidos que contienen suberina. La suberina es un biopoliéster compuesto de ácidos grasos bifuncionales α,ω, concretamente los ácidos suberínicos, que, junto con los complejos lignocarbohidratos, pueden servir como un adhesivo potencial en forma de subproducto obtenido durante la extracción de ácidos suberínicos para la síntesis de polioles. Estudios recientes han demostrado la posible aplicación de este producto, obtenido por despolimerización de la suberina, en paneles a base de madera como el aglomerado utilizando diferentes disolventes.
Recientemente, se ha descubierto que los ácidos subérnicos tienen nuevas aplicaciones en la industria de la madera. La mezcla industrial de ácidos subérnicos, obtenida a partir de la corteza exterior extraída del abedul, se puede utilizar con éxito en la industria con fines de adhesión, posiblemente también en la protección de la madera.